# Mammiferi delle Filippine
La fauna dei mammiferi delle Filippine è considerata di importanza primaria per la sua varietà di specie endemiche, che in rapporto alla superficie totale dell'arcipelago, la rende una tra le faune con il più alto numero di endemismi per area di superficie. Questo numero è destinato ad aumentare grazie all'eccezionale quantità di nuove scoperte effettuate negli ultimi anni, pari al numero di nuove specie scoperte in nazioni come il Brasile e il Perù, le quali hanno però una superficie circa 10 volte più estesa, oppure come il Madagascar, grande quasi il doppio. Di interesse notevole è il numero di Muridi e la loro varietà, che va dall'enorme ratto arboricolo Phloeomys pallidus ai piccoli ratti-toporagno terricoli del genere Archboldomys oppure l'elevato endemismo di pipistrelli della famiglia degli Pteropodidi. Tra questa numerosa diversità 33 mammiferi terrestri e 6 marini sono considerati dalla IUCN come specie minacciate ed altre 19 come prossime alla minaccia.
| In verde |  | sono contrassegnate le specie endemiche. |

## Ordine Erinaceomorpha

### Erinaceidae
| Specie                   | Nome comune         | Status IUCN |  |
| ------------------------ | ------------------- | ----------- |  |
| Podogymnura aureospinula | gimnuro di Dinagat  |             |  |
| Podogymnura truei        | gimnuro di Mindanao |             |  |

## Ordine  Soricomorpha

### Soricidae
| Specie                 | Nome comune         | Status IUCN |  |
| ---------------------- | ------------------- | ----------- |  |
| Crocidura batakorum    |                     |             |  |
| Crocidura beatus       |                     |             |  |
| Crocidura grandis      |                     |             |  |
| Crocidura grayi        |                     |             |  |
| Crocidura mindorus     |                     |             |  |
| Crocidura negrina      | crocidura di Negros |             |  |
| Crocidura palawanensis |                     |             |  |
| Crocidura panayensis   |                     |             |  |
| Crocidura tanakae      |                     |             |  |
| Suncus murinus         | toporagno muschiato |             |  |

## Ordine Scandentia

### Tupaiidae
| Specie              | Nome comune        | Status IUCN |  |
| ------------------- | ------------------ | ----------- |  |
| Tupaia palawanensis | tupaia di Palawan  |             |  |
| Urogale everetti    | tupaia di Mindanao |             |  |

## Ordine Dermoptera

### Cynocephalidae
| Specie              | Nome comune            | Status IUCN |  |
| ------------------- | ---------------------- | ----------- |  |
| Cynocephalus volans | colugo delle Filippine |             |  |

## Ordine Primates

### Lorisidae
| Specie             | Nome comune            | Status IUCN |  |
| ------------------ | ---------------------- | ----------- |  |
| Nycticebus coucang | lori lento della Sonda |             |  |

### Tarsiidae
| Specie           | Nome comune            | Status IUCN |  |
| ---------------- | ---------------------- | ----------- |  |
| Carlito syrichta | tarsio delle Filippine |             |  |

### Cercopithecidae
| Specie              | Nome comune      | Status IUCN |  |
| ------------------- | ---------------- | ----------- |  |
| Macaca fascicularis | macaco cinomolgo |             |  |

## Ordine Pholidota

### Manidae
| Specie            | Nome comune               | Status IUCN |  |
| ----------------- | ------------------------- | ----------- |  |
| Manis culionensis | pangolino delle Filippine |             |  |

## Ordine Carnivora

### Felidae
| Specie                   | Nome comune    | Status IUCN |  |
| ------------------------ | -------------- | ----------- |  |
| Prionailurus bengalensis | gatto leopardo |             |  |

### Mustelidae
| Specie        | Nome comune                          | Status IUCN |  |
| ------------- | ------------------------------------ | ----------- |  |
| Aonyx cinerea | lontra dalle piccole unghie asiatica |             |  |

### Mephitidae
| Specie         | Nome comune           | Status IUCN |  |
| -------------- | --------------------- | ----------- |  |
| Mydaus marchei | tasso delle Filippine |             |  |

### Herpestidae
| Specie               | Nome comune               | Status IUCN |  |
| -------------------- | ------------------------- | ----------- |  |
| Herpestes brachyurus | mangusta dalla coda corta |             |  |

### Viverridae
| Specie                     | Nome comune                | Status IUCN |  |
| -------------------------- | -------------------------- | ----------- |  |
| Arctictis binturong        | gatto orsino               |             |  |
| Paradoxurus hermaphroditus | civetta delle palme comune |             |  |
| Viverra tangalunga         | civetta malese             |             |  |

## Ordine Artiodactyla

### Suidae
| Specie           | Nome comune                              | Status IUCN |  |
| ---------------- | ---------------------------------------- | ----------- |  |
| Sus ahoenobarbus | cinghiale di Palawan                     |             |  |
| Sus cebifrons    | cinghiale dalle verruche delle Visayas   |             |  |
| Sus oliveri      | cinghiale dalle verruche di Mindoro      |             |  |
| Sus philippensis | cinghiale dalle verruche delle Filippine |             |  |

### Tragulidae
| Specie             | Nome comune             | Status IUCN |  |
| ------------------ | ----------------------- | ----------- |  |
| Tragulus nigricans | tragulo delle Filippine |             |  |

### Cervidae
| Specie             | Nome comune                  | Status IUCN |  |
| ------------------ | ---------------------------- | ----------- |  |
| Axis calamianensis | cervo delle Calamian         |             |  |
| Rusa alfredi       | cervo maculato delle Visayas |             |  |
| Rusa marianna      | cervo delle Filippine        |             |  |

### Bovidae
| Specie              | Nome comune       | Status IUCN |  |
| ------------------- | ----------------- | ----------- |  |
| Bubalus mindorensis | bufalo di Mindoro |             |  |

## Ordine Cetacea

### Balaenopteridae
| Specie                 | Nome comune          | Status IUCN |  |
| ---------------------- | -------------------- | ----------- |  |
| Balaenoptera edeni     | balenottera di Eden  |             |  |
| Balaenoptera musculus  | balenottera azzurra  |             |  |
| Balaenoptera omurai    | balenottera di Omura |             |  |
| Balaenoptera physalus  | balenottera comune   |             |  |
| Megaptera novaeangliae | megattera            |             |  |

### Delphinidae
| Specie                     | Nome comune                    | Status IUCN |  |
| -------------------------- | ------------------------------ | ----------- |  |
| Feresa attenuata           | feresa                         |             |  |
| Globicephala macrorhynchus | globicefalo di Gray            |             |  |
| Grampus griseus            | grampo                         |             |  |
| Lagenodelphis hosei        | lagenodelfino                  |             |  |
| Orcaella brevirostris      | orcella asiatica               |             |  |
| Orcinus orca               | orca                           |             |  |
| Peponocephala electra      | peponocefalo                   |             |  |
| Pseudorca crassidens       | pseudorca                      |             |  |
| Sousa chinensis            | susa indopacifica              |             |  |
| Stenella attenuata         | stenella maculata pantropicale |             |  |
| Stenella coeruleoalba      | stenella striata               |             |  |
| Stenella longirostris      | stenella dal lungo rostro      |             |  |
| Steno bredanensis          | steno                          |             |  |
| Tursiops aduncus           | tursiope indopacifico          |             |  |
| Tursiops truncatus         | tursiope                       |             |  |

### Kogiidae
| Specie          | Nome comune            | Status IUCN |  |
| --------------- | ---------------------- | ----------- |  |
| Kogia breviceps | cogia di De Blainville |             |  |
| Kogia sima      | cogia di Owen          |             |  |

### Physeteridae
| Specie                 | Nome comune | Status IUCN |  |
| ---------------------- | ----------- | ----------- |  |
| Physeter macrocephalus | capodoglio  |             |  |

### Ziphiidae
| Specie                  | Nome comune                   | Status IUCN |  |
| ----------------------- | ----------------------------- | ----------- |  |
| Indopacetus pacificus   | mesoplodonte di Longman       |             |  |
| Mesoplodon densirostris | mesoplodonte di De Blainville |             |  |
| Ziphius cavirostris     | zifio                         |             |  |

## Ordine Sirenia

### Dugongidae
| Specie       | Nome comune | Status IUCN |  |
| ------------ | ----------- | ----------- |  |
| Dugong dugon | dugongo     |             |  |